# Кручёная (станция)
Кручёная — бывшая железнодорожная станция Ростовского региона Северо-Кавказской железной дороги ОАО РЖД. Находилась в одноимённом населённом пункте в Кручёно-Балковском сельском поселении Сальском районе Ростовской области. 
Станция Кручёная располагалась на двухпутной электрифицированной (переменным током 27,5кВ) железнодорожной магистрали линии Сальск — Тихорецкая (была открыта в 1899 году). Ликвидирована в 2020 году, при строительстве второго пути на участке Развильная — Забытый.

## География
Станция Кручёная расположена в 22 км к юго-западу от города Сальска.

## Деятельность станции Кручёная
Через станцию осуществлялось движение грузовых и пассажирских поездов дальнего следования. 